# Acontia scanda
Acontia scanda är en fjärilsart som beskrevs av Felder 1874. Acontia scanda ingår i släktet Acontia och familjen nattflyn. Inga underarter finns listade i Catalogue of Life.